# 관저동
관저동(關雎洞)은 대전광역시 서구에 있는 법정동 및 행정동이다. 대전 서구 지역의 관문으로 서남부생활권 개발의 중심지역이며 농촌과 주거중심의 신흥 개발지역이다.

## 역사
관저동은 조선시대 초기에는 진잠현의 지역으로서, 진잠현의 옛이름인 기성관 아래쪽에 자리하고 있어 관하촌, 관저리, 선유동, 느리울, 방아다리, 서당골, 시롱골, 봉우재, 새주막거리, 신선바위, 참샘내기, 창골, 최정골, 욧골, 장동 등 대표적인 자연부락이 형성되어 있었다. 일제의 행정구역 조정으로 노곡리와 축암리를 병합하여 대덕군 기성면에 편입되었다. 구봉산 북쪽에 자리한 마을인 관저동은 진잠현의 옛이름인 기성관의 바로 아래에 자리했기 때문에 오래된 마을들이 많다. 현재는 관저지구 택지개발로 인하여 그 마을들이 제모습을 잃고 아파트단지들이 들어섰지만 옛 마을의 흔적들이 남아있다. 그 대표적인 마을로는 느리울, 신선바위, 선유동, 방아다리 등이다.

## 연혁
- 2003년 2월 1일 가수원동에서 관저동으로 분동
- 2005년 2월 4일  관저동에서 관저1, 2동으로 분동
- 2006년 7월 24일 관저2동 현위치로 신축 이전
- 2011년 11월 15일 구간(유성 진잠동<->관저2동) 경계 변경

## 교육

### 1동
- 관저초등학교
- 대전원앙초등학교
- 관저중학교
- 관저고등학교
- 건양대학교

### 2동
- 구봉초등학교
- 선암초등학교
- 금동초등학교
- 느리울초등학교
- 선유초등학교
- 느리울중학교
- 봉우중학교
- 구봉중학교
- 구봉고등학교
- 동방고등학교
- 서일여자고등학교
- 서일고등학교

## 공원
- 장갓골 근린공원
- 느리울 근린공원
- 신선암 근린공원
- 봉우재 근린공원
- 관저체육공원

이외에도 금동, 요동, 장가동, 선암, 서당, 돌샘, 새아름, 모롱이, 선유, 시롱, 찬샘 어린이공원이 있다.

## 주거

관저 1동은 2016년부터 재개발이 시작 되었다.

### 아파트
| 단지명                         | 건설사                               | 시행사                             | 주소                   | 입주               | 비고     |
| ------------------------------ | ------------------------------------ | ---------------------------------- | ---------------------- | ------------------ | -------- |
| 원앙마을 1단지 주공            | 삼능건설㈜ ㈜신진건설산업            | 대한주택공사                       | 서구 관저북로 87       | 1997년 10월        |          |
| 원앙마을 2단지 주공            | 대아건설㈜ ㈜신진건설산업 엘지건설㈜ | 대한주택공사                       | 서구 관저북로 80       | 1997년 10월        |          |
| 원앙마을 4단지 주공            | ㈜신진건설산업 ㈜국제종합토건 ㈜한양 | 대한주택공사                       | 서구 관저북로 14       | 1997년 10월        |          |
| 대자연마을                     | 엘지건설㈜ 삼부토건 동아건설산업     | 엘지건설㈜ 삼부토건 동아건설산업   | 서구 관저북로 52       | 1998년 11월        |          |
| 신선마을                       | 계룡건설산업 ㈜운암건설 삼정건설㈜   | 계룡건설산업 ㈜운암건설 삼정건설㈜ | 서구 관저로 83         | 2000년 5월         |          |
| 관저 리슈빌                    | 계룡건설산업                         | 계룡건설산업                       | 서구 관저동로90번길 15 | 2005년 10월        |          |
| 구봉마을 7단지 주공            | ㈜일신                               | 대한주택공사                       | 서구 관저로 48         | 1999년 5월         |          |
| 구봉마을 8단지 주공            | ㈜국제종합토건 ㈜일신 ㈜대지종합건설 | 대한주택공사                       | 서구 관저로 84         | 1999년 5월         |          |
| 구봉마을 5단지 주공            | ㈜신일건업                           | 대한주택공사                       | 서구 관저로 51         | 2000년 6월         |          |
| 구봉마을 9단지 주공            | 계룡건설산업                         | 대한주택공사                       | 서구 관저서로 20       | 2000년 6월         |          |
| 느리울마을 12단지 주공         | 대아건설㈜                           | 대한주택공사                       | 서구 관저로 184        | 2002년 11월        |          |
| 느리울마을 13단지 주공         | 금호산업 계룡건설산업                | 대한주택공사                       | 서구 관저동로 42       | 2002년 11월        | 국민임대 |
| 느리울마을 11단지 주공         | 대우건설 화성산업 계룡건설산업       | 대한주택공사                       | 서구 관저동로90번길 47 | 2004년 6월         |          |
| 관저 예미지 명가의풍경         | 금성백조주택㈜                       | ㈜제이에스글로벌                   | 서구 관저중로 33       | 2017년 12월        |          |
| 관저 해링턴플레이스            | 효성중공업㈜ 건설부문                | 에스아이개발㈜                     | 서구 관저동로 12       | 2016년 2월         |          |
| 관저 중흥S클래스 프라디움      | 시티건설㈜                           | ㈜씨티개발                         | 서구 관저남로12번길 12 | 2016년 4월         |          |
| 관저 더샵 1차                  | 포스코건설                           | ㈜하나자산신탁                     | 서구 관저서로 19       | 2018년 4월         |          |
| 관저 더샵 2차                  | 포스코건설                           | ㈜리노씨티 ㈜하나자산신탁          | 서구 구봉산북로 52     | 2019년 6월         |          |
| 관저 푸르지오 센트럴파크 1단지 | 대우건설                             | 신한자산신탁㈜ ㈜용진디앤씨        | 서구 관저동 7-27       | 2026년 11월 (예정) |          |